# Richard J. Bernstein
Richard Jacob Bernstein, född 14 maj 1932 i Brooklyn, död 4 juli 2022 i New York, var en amerikansk filosof. Han var professor i filosofi vid Haverford College i Philadelphia och senare vid The New School i New York. I sin forskning inriktade han sig bland annat på analytisk pragmatism, dekonstruktion, kritisk teori och hermeneutik. Bernstein myntade begreppet cartesiansk oro. Han förknippas emellanåt med Frankfurtskolan.

## Biografi
Bernstein föddes i Brooklyn 1932 i en judisk familj och växte upp i Borough Park. Han studerade filosofi vid University of Chicago; bland hans kurskamrater fanns Susan Sontag, Philip Roth, Mike Nichols, George Steiner samt Richard Rorty. Bernstein skrev sitt examensarbete om kärlek och vänskap i Platons verk. Senare bedrev han studier vid Columbia University, innan han började att studera filosofi vid Yale University, där han skrev sin avhandling om John Deweys metafysik.
Vid den här tiden var den analytiska filosofin förhärskande, men vid Yale förelästes det inte endast om till exempel Wittgenstein och Carnap, utan även om Hegel, Kierkegaard och Nietzsche. Bernstein fann att det han kallade "den analytiska ideologin" kunde vara förödande för den filosofiska diskursen.
År 1954 började Bernstein att föreläsa vid Yale. Efter ett år vid Hebreiska universitetet i Jerusalem återkom han 1958 till Yale och utnämndes till biträdande professor i filosofi. Han träffade då Wilfrid Sellars, som kom att ha stort inflytande över hans egen filosofiska inriktning. År 1964 blev Bernstein redaktör på tidskriften The Review of Metaphysics, grundad av Paul Weiss 1947. I tidskriften publicerades bidrag från skilda filosofiska traditioner. Under 1960-talet engagerade sig Bernstein i medborgarrättsrörelsen samt protesterade mot Vietnamkriget.
År 1965 valde administrationen vid Yale att inte förlänga Bernsteins anställning; detta ledde till protester. Bernstein sökte sig istället till Haverford College; under denna tid utgav Bernstein flera böcker, bland annat Beyond Objectivism and Relativism: Science, Hermeneutics and Praxis (1983; på svenska 1991, Bortom objektivism och relativism: vetenskap, hermeneutik och praxis). År 1972 inledde Bernstein ett mångårigt samarbete med Jürgen Habermas. Den senare bad 1976 Bernstein att anordna ett seminarium i Dubrovnik för en grupp jugoslaviska marxister som hade blivit avstängda från Belgrads universitet. Gruppen, som bland annat bestod av Gajo Petrović, Milan Kangrga och Mihailo Marković, fick benämningen Praxisskolan. Skolans tidskrift Praxis International lockade till sig filosofer vilka företrädde marxistisk humanism och antistalinism.
År 1989 utsågs Bernstein till ordförande för det östra distriktet av American Philosophical Association. Tillsammans med Agnes Heller och Reiner Schürmann byggde Bernstein upp den filosofiska fakulteten vid The New School i New York.
Förutom en rad böcker har Bernstein skrivit artiklar om bland andra Hannah Arendt, Ludwig Wittgenstein, Wilfrid Sellars, Charles Taylor, Emmanuel Levinas, Michel Foucault, Hans-Georg Gadamer, Jürgen Habermas, Richard Rorty, Jacques Derrida, Alasdair MacIntyre, Martin Heidegger, John McDowell och Friedrich Nietzsche.
Richard J. Bernstein avled 2022 i Jay i New York, 90 år gammal.

## Den cartesianska oron
I boken Beyond Objectivism and Relativism: Science, Hermeneutics, and Praxis från 1983 formulerar Bernstein bland annat begreppet "den cartesianska oron". Enligt Bernstein hyser människan en djup längtan efter att finna det säkra, det sanna i våra liv; att finna säker kunskap, en oomkullrunkelig sanning, en trygg, fast punkt i tillvaron. Begreppet är uppkallat efter 1600-talsfilosofen René Descartes som tydligt skilde mellan kropp och själ i sin filosofi. Bernstein hävdar att denna "oro" inte endast har att göra med epistemologiska spörsmål, utan den genomsyrar nära nog alla aspekter av människans tillvaro. Bernstein söker lösa detta dilemma genom att föreslå att vi människor ska erkänna vår egen ofullkomlighet och att våra övertygelser faktiskt kan vara felbara. Dessa premisser behöver inte vara oförenliga med sanning och kunskap.

## Priser
- The John Dewey Society Award
- New School Distinguished Teacher’s Award